# Poly Developments and Holdings
Poly Developments and Holdings Group (ранее была известна как Poly Real Estate Group) — один из десяти крупнейших операторов недвижимости в Китае (входит в число сорока крупнейших компаний страны). Компания основана 14 сентября 1992 года, штаб-квартира расположена в Гуанчжоу. Наряду с компаниями Poly Property Group (недвижимость), Poly Technologies (экспорт китайского оружия) и Poly Auction (проведение аукционных торгов предметами искусства), Poly Developments and Holdings входит в состав государственного конгломерата China Poly Group (Пекин).
Poly Developments and Holdings специализируется на развитии жилой недвижимости (проектирование и строительство, инвестиции в жилые комплексы, продажа и лизинг квартир, управление недвижимостью). Также в сферу интересов компании входят офисные здания, отели, торговые центры и выставочные залы. По состоянию на 2019 год выручка Poly Developments and Holdings составляла 27 млрд долл., прибыль — 2,9 млрд долл., активы — 123,3 млрд долл., рыночная стоимость — 24,8 млрд долл., в компании работало свыше 49 тыс. сотрудников.

## История
Компания Poly Real Estate Group была основана государственным конгломератом China Poly Group в 1992 году. С 31 июля 2006 года акции Poly Real Estate Group котировались на Шанхайской фондовой бирже (входили в состав SSE 50 Index и FTSE China A50 Index).
В 2015 году Poly Real Estate Group основала в Гонконге дочернюю компанию Poly Global, которая специализируется на операциях с недвижимостью в Австралии, Великобритании и США. По состоянию на 2018 год Poly Real Estate занимала пятое место по величине продаж среди всех китайских девелоперов; компания имела свыше 600 проектов в ста городах (в 2018 году чистая прибыль компании выросла почти на 21 %). В начале 2019 года Poly Real Estate Group провела ребрендинг и изменила название на Poly Developments and Holdings.
В первом квартале 2020 года из-за пандемии коронавируса продажи Poly Developments and Holdings упали более чем на треть.

## Акционеры
China Poly Group через SASAC владеет контрольным пакетом акций Poly Developments and Holdings (40,71 %). Другими крупными акционерами Poly Developments and Holdings являются Taikang Asset Management (6,24 %), China Securities Finance (2,9 %), China Asset Management (1,77 %), Huamei International Investment Group (1,7 %), China Investment Corporation (1,51 %), Aegon Industrial Fund Management (1,13 %) и Bank of Communications Schroder Fund Management (1,12 %).

## Дочерние компании
- Poly Global (зарубежные операции с недвижимостью)
- Poly Real Estate Group (управление гостиницами)
- Poly Real Estate Finance (финансовые услуги)
- Poly Zhejiang Group
- Poly Chengdu Industrial
- Poly Guangzhou Property Management
- Poly Real Estate Yangjiang
- Guangxi Poly Real Estate Group
- Chengdu Baoxin Investment
- Shenyang Poly Xihu Real Estate Development
- Xi'an Xinrongjia Real Estate Development
- Hengli (Hong Kong) Real Estate

## Активы
- Poly Pazhou (Гуанчжоу)